# Rykantai
Rykantai (ryska: Рикантай) är en ort i Litauen. Den ligger i den sydöstra delen av landet, 19 km väster om huvudstaden Vilnius. Rykantai ligger 138 meter över havet och antalet invånare är 412.
Terrängen runt Rykantai är platt. Runt Rykantai är det tätbefolkat, med 511 invånare per kvadratkilometer. Närmaste större samhälle är Vilnius, 19,3 km öster om Rykantai. Omgivningarna runt Rykantai är en mosaik av jordbruksmark och naturlig växtlighet.